# Nyctiophylax insectus
Nyctiophylax insectus is een fossiele soort schietmot uit de familie Polycentropodidae.